# Coupe de France féminine de football 2022-2023
Navigation
Coupe de France 2021-2022 Coupe de France 2023-2024
La Coupe de France de football 2022-2023 est la 22e édition de la Coupe de France féminine, compétition à élimination directe mettant aux prises des clubs de football amateurs et professionnels affiliés à la Fédération française de football, qui l'organise conjointement avec les ligues régionales.
L'Olympique lyonnais remporte le trophée en battant en finale le Paris Saint-Germain. L'OL soulève ainsi sa dixième Coupe de France féminine.

## Déroulement de la compétition
Le système est le même que celui utilisé les années précédentes.
Il n'y a pas de prolongation dans la compétition.
Les équipes de Division 2 entrent en lice au premier tour fédéral, tandis que les D1 prennent part à la compétition à partir des seizièmes de finale.

## Calendrier
Le calendrier est le suivant :
| Nom                               | Dates retenues    | Équipes participantes | Équipes restantes |
| Phase régionale                   | Phase régionale   | Phase régionale       | Phase régionale   |
| --------------------------------- | ----------------- | --------------------- | ----------------- |
| Tours régionaux                   | dates régionales  |                       | 112               |
| Finales régionales                | dates régionales  | 112                   | 56                |
| Phase fédérale                    |                   |                       |                   |
| Entrée des 24 clubs de Division 2 |                   |                       |                   |
| 1er tour                          | 20 novembre 2022  | 80                    | 40                |
| 2e tour                           | 11 décembre 2022  | 40                    | 20                |
| Phase finale                      |                   |                       |                   |
| Entrée des 12 clubs de Division 1 |                   |                       |                   |
| Seizièmes de finale               | 8 janvier 2023    | 32                    | 16                |
| Huitièmes de finale               | 29 janvier 2023   | 16                    | 8                 |
| Quarts de finale                  | 5 mars 2023       | 8                     | 4                 |
| Demi-finales                      | 18 mars 2023      | 4                     | 2                 |
| Finale                            | 13 ou 14 mai 2023 | 2                     | 1                 |

## Résultats

### Phase fédérale

#### Premier tour fédéral
Les 56 clubs qualifiés des finales régionales sont rejoints par les 24 clubs de Division 2. Le tirage au sort est effectué le 3 novembre 2021.

### Phase finale

#### 16esde finale
| Date           | Club                        | Score             | Club                       |
| -------------- | --------------------------- | ----------------- | -------------------------- |
| 7 janvier 2023 | Stade de Reims (D1)         | 5 - 3             | Paris FC (D1)              |
| 7 janvier 2023 | Rodez AF (D1)               | 0 - 8             | Olympique lyonnais (D1)    |
| 7 janvier 2023 | US Saint-Malo (D2)          | 2 - 2 (5 - 6 tab) | RC Lens (D2)               |
| 7 janvier 2023 | FC Metz (D2)                | 5 - 1             | AS Beauvais Oise (R1) P    |
| 8 janvier 2023 | Tours FC (R1) P             | 0 - 6             | EA Guingamp (D1)           |
| 8 janvier 2023 | Lille OSC (D2)              | 2 - 3             | Le Havre AC (D1)           |
| 8 janvier 2023 | Le Mans FC (D2)             | 0 - 5             | ASJ Soyaux (D1)            |
| 8 janvier 2023 | US Orléans (D2)             | 1 - 3             | Paris Saint-Germain (D1) T |
| 8 janvier 2023 | FC Nantes (D2)              | 2 - 1             | GPSO 92 Issy (D2)          |
| 8 janvier 2023 | FC Fleury 91 (D1)           | 5 - 1             | Montauban FC (D2)          |
| 8 janvier 2023 | US Saint-Vit (R1) P         | 0 - 2             | Dijon FCO (D1)             |
| 8 janvier 2023 | Grenoble Foot 38 (D2)       | 2 - 3             | Thonon Évian GGFC (D2)     |
| 8 janvier 2023 | Montpellier HSC (D1)        | 7 - 2             | Clermont Foot 63 (D2)      |
| 8 janvier 2023 | Olympique de Marseille (D2) | 4 - 0             | Toulouse FC (D2)           |
| 8 janvier 2023 | AS Cannes (R1) P            | 3 - 2             | RC Strasbourg (D2)         |
| 8 janvier 2023 | Girondins de Bordeaux (D1)  | 4 - 1             | FF Nîmes MG (D2)           |

#### 8esde finale
Le tirage au sort des 8es de finale a lieu le mardi 10 janvier 2023.
| Date            | Club                        | Score             | Club                       |
| --------------- | --------------------------- | ----------------- | -------------------------- |
| 28 janvier 2023 | Girondins de Bordeaux (D1)  | 3 - 0             | FC Metz (D2)               |
| 28 janvier 2023 | Olympique lyonnais (D1)     | 2 - 0             | Montpellier HSC (D1)       |
| 28 janvier 2023 | Dijon FCO (D1)              | 0 - 2             | Paris Saint-Germain (D1) T |
| 28 janvier 2023 | FC Fleury 91 (D1)           | 2 - 0             | Le Havre AC (D1)           |
| 29 janvier 2023 | ASJ Soyaux (D1)             | 0 - 2             | Stade de Reims (D1)        |
| 29 janvier 2023 | FC Nantes (D2)              | 6 - 1             | AS Cannes (R1) P           |
| 29 janvier 2023 | RC Lens (D2)                | 0 - 5             | Thonon Évian GGFC (D2)     |
| 29 janvier 2023 | Olympique de Marseille (D2) | 2 - 2 (6 - 5 tab) | EA Guingamp (D1)           |

#### Quarts de finale
Le tirage au sort des quarts de finale a lieu le jeudi 2 février 2023.
| Date        | Club                       | Score             | Club                          |
| ----------- | -------------------------- | ----------------- | ----------------------------- |
| 4 mars 2023 | Stade de Reims (D1)        | 2 - 2 (7 - 8 tab) | Olympique lyonnais (D1)       |
| 4 mars 2023 | Girondins de Bordeaux (D1) | 0 - 0 (4 - 5 tab) | Paris Saint-Germain (D1) T    |
| 5 mars 2023 | FC Fleury 91 (D1)          | 6 - 1             | FC Nantes (D2) P              |
| 5 mars 2023 | Thonon Évian GGFC (D2) P   | 0 - 0 (5 - 4 tab) | Olympique de Marseille (D2) P |

#### Demi-finales
Le tirage au sort des demi-finales a lieu le lundi 6 mars 2023.
| Date         | Club                       | Score | Club                     |
| ------------ | -------------------------- | ----- | ------------------------ |
| 17 mars 2023 | Olympique lyonnais (D1)    | 2 - 0 | FC Fleury 91 (D1)        |
| 18 mars 2023 | Paris Saint-Germain (D1) T | 1 - 0 | Thonon Évian GGFC (D2) P |

### Finale
La finale de la compétition se déroulera le samedi 13 mai 2023 au stade de la Source d'Orléans dans le département du Loiret en région Centre-Val de Loire.
| Finale                     | Olympique lyonnais (D1)   | 2 - 1   | Paris Saint-Germain (D1) T | Stade de la Source, Orléans                      |                                                  |
| Samedi 13 mai 2023 16 h 00 | Ada Hegerberg 13e 23e     | (2 - 1) | 36e (pen.) Ramona Bachmann | Spectateurs : 6 127 Arbitrage : Alexandra Collin | Spectateurs : 6 127 Arbitrage : Alexandra Collin |
| Samedi 13 mai 2023 16 h 00 | Damaris Egurrola 73e, 86e |         | 90+4e Li Mengwen           | Spectateurs : 6 127 Arbitrage : Alexandra Collin | Spectateurs : 6 127 Arbitrage : Alexandra Collin |

## Synthèse

### Nombre d'équipes par division et par tour
| Divisions / Manches | 1er tour fédéral | 2e tour fédéral | 16es de finale | 8es de finale | Quarts de finale | Demi-finales  | Finale        | Vainqueur     |
| ------------------- | ---------------- | --------------- | -------------- | ------------- | ---------------- | ------------- | ------------- | ------------- |
| Division 1 (1)      | absents          | absents         | 12             | 10            | 5                | 3             | 2             | 1             |
| Division 2 (2)      | 24               | 20              | 16             | 5             | 3                | 1             | Aucune équipe | Aucune équipe |
| Régional 1 (3)      | 45               | 20              | 4              | 1             | Aucune équipe    | Aucune équipe | Aucune équipe | Aucune équipe |
| Régional 2 (4)      | 8                | Aucune équipe   | Aucune équipe  | Aucune équipe | Aucune équipe    | Aucune équipe | Aucune équipe | Aucune équipe |
| Régional 3 (5)      | 2                | Aucune équipe   | Aucune équipe  | Aucune équipe | Aucune équipe    | Aucune équipe | Aucune équipe | Aucune équipe |
| Départemental (6+)  | 1                | Aucune équipe   | Aucune équipe  | Aucune équipe | Aucune équipe    | Aucune équipe | Aucune équipe | Aucune équipe |
| Total               | 80               | 40              | 32             | 16            | 8                | 4             | 2             | 1             |

### Parcours des clubs professionnels
- Les clubs de Division 2 font leur entrée dans la compétition lors du premier tour fédéral.
- Les clubs de Division 1 font leur entrée dans la compétition lors des seizièmes de finale.

| Clubs                 | Parcours précédent        | Parcours 2022-2023 |
| --------------------- | ------------------------- | ------------------ |
| Olympique lyonnais    | 8e de finale              | Vainqueur          |
| Paris Saint-Germain   | Vainqueur                 | Finaliste          |
| Paris FC              | Quarts de finale          | 16e de finale      |
| FC Fleury 91          | Demi-finale               | Demi-finale        |
| Montpellier HSC       | Quarts de finale          | 8e de finale       |
| Girondins de Bordeaux | 16e de finale             | Quarts de finale   |
| Stade de Reims        | Quarts de finale          | Quarts de finale   |
| EA Guingamp           | 16e de finale             | 8e de finale       |
| ASJ Soyaux            | 8e de finale (tapis vert) | 8e de finale       |
| Dijon FCO             | 16e de finale             | 8e de finale       |
| Le Havre AC           | 8e de finale              | 8e de finale       |
| Rodez AF              | Quarts de finale          | 16e de finale      |

| Clubs                            | Parcours précédent | Parcours 2022-2023 |
| -------------------------------- | ------------------ | ------------------ |
| Stade brestois 29                | 16e de finale      | 1er tour fédéral   |
| GPSO 92 Issy                     | 16e de finale      | 16e de finale      |
| ESOFV La Roche-sur-Yon           | 1er tour fédéral   | 2e tour fédéral    |
| Le Mans FC                       | 2e tour fédéral    | 16e de finale      |
| RC Lens                          | 16e de finale      | 8e de finale       |
| LOSC Lille                       | 2e tour fédéral    | 16e de finale      |
| FC Metz                          | 1er tour fédéral   | 8e de finale       |
| FC Nantes                        | Demi-finale        | Quarts de finale   |
| US Orléans                       | 16e de finale      | 16e de finale      |
| CA Paris 14                      | 1er tour fédéral   | 1er tour fédéral   |
| US Saint-Malo                    | 16e de finale      | 16e de finale      |
| RC Strasbourg                    | 8e de finale       | 16e de finale      |
| Albi Marssac Tarn Football ASPTT | 8e de finale       | 1er tour fédéral   |
| Clermont Foot 63                 | 1er tour fédéral   | 16e de finale      |
| Grenoble Foot 38                 | 16e de finale      | 16e de finale      |
| Le Puy Foot 43                   | 16e de finale      | 2e tour fédéral    |
| Olympique de Marseille           | 1er tour fédéral   | Quarts de finale   |
| Montauban FCTG                   | 2e tour fédéral    | 16e de finale      |
| FF Nîmes Métropole Gard          | 2e tour fédéral    | 16e de finale      |
| OGC Nice                         | 16e de finale      | 2e tour fédéral    |
| AS Saint-Étienne                 | 16e de finale      | 2e tour fédéral    |
| Thonon Évian GGFC                | 2e tour fédéral    | Demi-finale        |
| Toulouse FC                      | 16e de finale      | 16e de finale      |
| FF Yzeure AA                     | Finaliste          | 2e tour fédéral    |